# Bergsstaten
För de historiska bergsstaterna, se bergmästaredöme

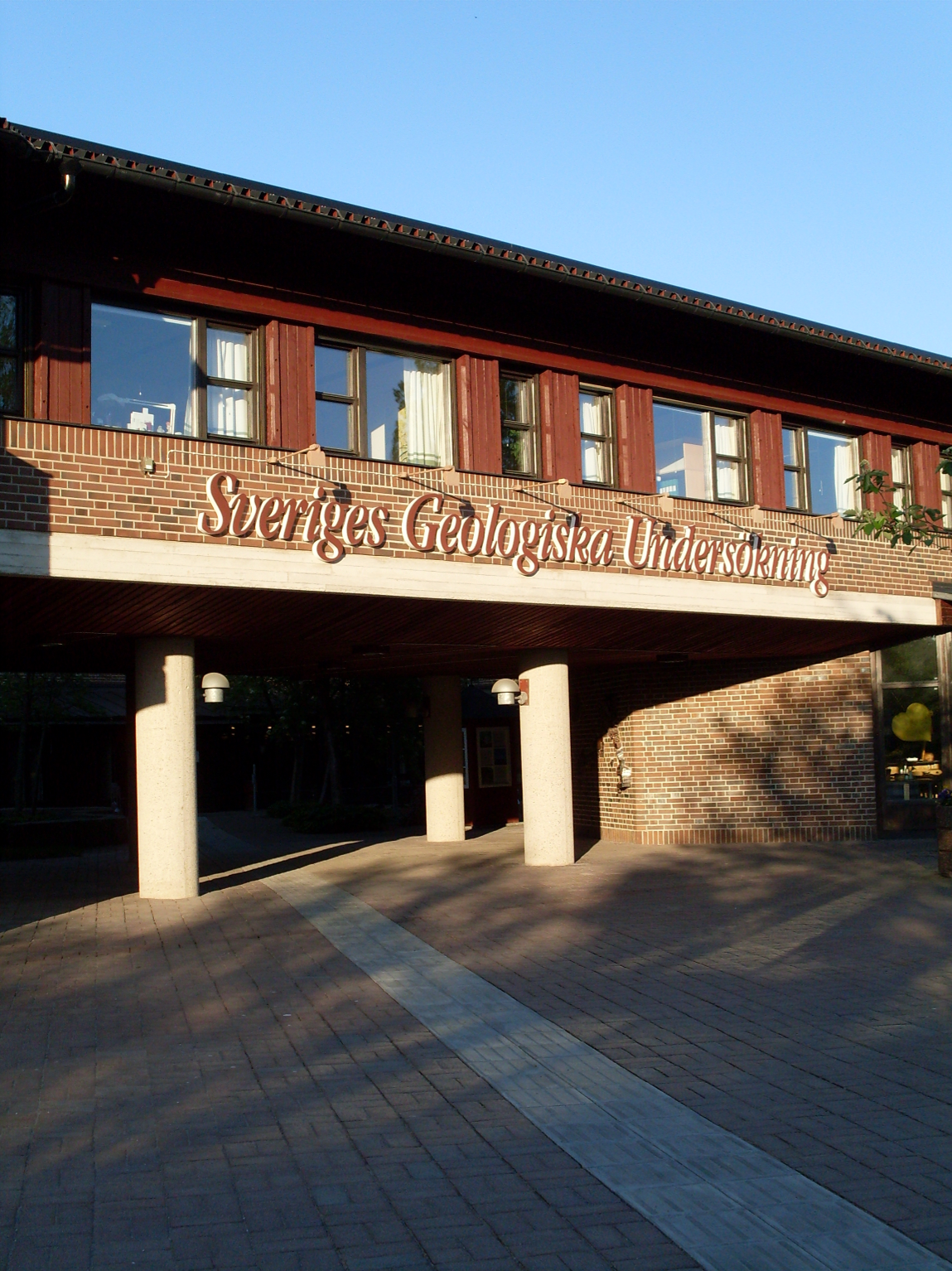
Entrén till SGU:s huvudkontor i Uppsala

Bergsstaten är ett särskilt beslutsorgan inom den svenska statliga förvaltningsmyndigheten Sveriges geologiska undersökning (SGU). Bergsstaten har till uppgift att handlägga ärenden som rör prospektering och utvinning av mineral.

## Historik
Bergsstaten har sitt ursprung i myndigheten Generalbergsamtet, bildad av Axel Oxenstierna och som drottning Kristinas förmyndarregering den 14 februari 1637 gav fullmakt och instruktioner i form av det så kallade Memorialet.  Vid tiden för amtets bildande var stormakten Sveriges ekonomi usel och landet var i starkt behov av pengar. Ett sätt att säkerställa inkomster var att staten skulle engagera sig i bergsbruket. Generalbergsamtet skulle därvid hantera alla frågor om utvinning av metaller och tanken på att bilda en myndighet låg därför nära till hands.
Generalbergsamtet bytte snart namn till Bergskollegium och arbetade under detta namn 1637–1875. Bergskollegium hade ute i landet bergmästardömen i vilka bergmästaren utövade tillsyn över bergsbruken, och leddes internt av en president. Dessa bergmästardömen kallades också bergstaterna. När Bergskollegium lades ner och ersattes av myndigheten Bergsstaten år 1875, fanns behovet att organisera den statliga tillsynen av bergsbruken kvar, men bergmästardömena bytte namn till distrikt. Dessa distrikt slogs samman, och uppgick 1974 till två. År 1998 slogs dessa samman efter riksdagsbeslut, och Bergsstaten grundades.
Bergmästarämbeten har funnits på olika platser i landet. Förutom Luleå och Falun kan nämnas Söderköping, Växjö, Helsingborg, Filipstad, Nya Kopparberg,
Nora, Sala, Gävle och Härnösand/Sundsvall.
Bergsstaten upphörde att vara en egen myndighet den 1 januari 2009, då den blev en del av SGU.

## Organisation
Bergsstaten leds av bergmästaren. Bergsstaten ansvarar för sina beslut och sin verksamhet inför SGU:s ledning. Myndighetens ledning ansvarar inför regeringen för att Bergsstaten tilldelas medel och resurser i övrigt för sin verksamhet samt för att verksamheten bedrivs författningsenligt och effektivt samt att den redovisas på ett tillförlitligt sätt.
Bergsstaten hade tidigare två kontor. Huvudkontoret, som fanns i Luleå, arbetade med Norrbottens, Västerbottens, Jämtlands och Västernorrlands län. Kontoret i Falun arbetade med alla övriga län i Sverige. Sedan 2015 finns samtlig verksamhet i kontoret i Luleå.

### Bergmästare
- Jan-Olof Hedström (1997–2010)
- Åsa Persson (2010–2022)[7]
- Helena Kjellson (2023–)[8]

## Utländska motsvarigheter
I Norge heter motsvarande myndighet Bergvesenet.